# Словарная метрика на группе
Словарная метрика — способ задавать расстояния на конечнопорождённой группе.

## Конструкция
Если выбрана и зафиксирована конечная система образующих {\displaystyle F} в конечнопорождённой группе {\displaystyle \Gamma },
то расстояние между элементами {\displaystyle g} и {\displaystyle h} — это наименьшее число образующих и обратных к ним,
в произведение которых раскладывается частное {\displaystyle g^{-1}h}.

## Свойства
- Словарная метрика левоинвариантна; то есть сохраняется умножении слева на фиксированный элемент группы.
  - Для неабелевых групп она, вообще говоря, не является правоинвариантной.
- Словарная метрика совпадает с расстоянием в графе Кэли для той же системы образующих.
- Словарная метрика не сохраняется при замене системы образующих, однако она изменяется квазиизометрично (в данном случае это то же самое, что билипшицевым образом). То есть для некоторых констант {\displaystyle C_{1},C_{2}} имеет место:
{\displaystyle \forall g,h\in G\quad {\frac {1}{C_{1}}}d_{2}(g,h)\leq d_{1}(g,h)\leq C_{2}d_{2}(g,h).}.

- В частности, это позволяет применять с помощью словарной метрики к группе геометрические понятия, сохраняющиеся при квазиизометрии. Например, говорить о степени роста группы (полиномиальной, экспоненциальной, промежуточной) и о её гиперболичности.

## Вариации и обобщения
Аналогичным способом словарная метрика может быть построена на произвольной группе (не обязательно конечнопорождённой),
при этом становится необходимо брать бесконечную систему образующих и многие описанные свойства перестают выполняться.